# 达拉斯·科米吉斯
达拉斯·阿朗佐·科米吉斯（英語：Dallas Alonzo Comegys，1964年8月17日—），美国NBA联盟前职业篮球运动员。他在1987年的NBA选秀中第1轮第21顺位被亚特兰大老鹰选中。